# نادي مورنار
نادي مورنار هو نادي كرة قدم من مدينة بار في الجبل الأسود، تأسس النادي في عام 1923، ويلعب حالياً في الدوري المونتينيغري الممتاز.